# IC 200
IC 200 — галактика типу SBb    R () у сузір'ї Трикутник.
Цей об'єкт міститься в оригінальній редакції індексного каталогу.